# Manuel Sosa
Manuel Vicente Sosa Morales est un acteur vénézuélien, né à Caracas (Venezuela) le 28 octobre 1983.

## Biographie
Manuel Sosa est présenté un temps comme le petit ami de María Gabriela Chávez, une des filles de l'ancien président du Venezuela Hugo Chávez. Il est arrêté en 2017 dans le cadre d'une affaire de corruption selon le procureur vénézuélien Tarek William Saab.

## Filmographie
- 2002 : Mi gorda bella (RCTV) - Joel
- 2005 : Amor a palos (RCTV) - Wilfredo Zapata
- 2007 : Mi prima Ciela (RCTV) - David Espinoza Urdaneta "Vido"
- 2010 : La mujer perfecta (Venevisión) - Javier Tiberio López "Nené"  (Co-protagoniste)
- 2011 - 2012 : Natalia del mar (Venevisión) - Luis Manuel Moncada (Protagoniste)
- 2014 : Incógnita (Telemundo) - Alejandro (Protagoniste)
- 2015 : Entre tu amor y mi amor (Venevisión)